# Goda vänner och trogna grannar
Goda vänner och trogna grannar är en svensk komedifilm från 1938 i regi av Weyler Hildebrand.

## Handling
En idyllisk gata på Södermalm i Stockholm. På ena sidan ligger låga hus med låga plan, på den andra funkisbetonade höga hyreshus. En mycket blandad manskör sjunger smäktande ballader dirigerad av skräddaren Ludde Ask. Bland de sjungande ser man bland andra skomakare Jerker Karlsson, brevbärare Nils Klöver och polisman Ernst Fast. Alla är passiva medlemmar i idrottsklubben Apollo.
Mittemot de idylliska kåkarna, i en våning i funkishuset, träffar vi svenskamerikanen Morton och hans betjänt John. Morton är rullstolsburen efter en bilolycka och måste därför alltid hålla sig inomhus. Han klagar på oväsendet från andra sidan gatan och säger åt Johan att stänga fönstret. Morton har köpt hela kvarteret och därmed passat på att höja hyran för de boende.
Skräddare Ludde är platsens optimist, skomakare Jerker dess pessimist. Det är sent på kvällen och Jerker tassar hem till frugan Kristina och Ludde till sin Laura. Den senare grälar på maken som hon håller under toffeln. De har tre barn; äldst är Greta, kontorist på en bilfirma. Hon uppvaktas av byggmästare Norlings son Henrik, vilket fadern ogillar.
Laura och Kristina går nästa dag på rea, vilket gör att Jerker kan bjuda över Ludde på kaffekask. Laura brukar låsa in spriten men den här gången har hon glömt att ta nyckeln med sig. På rean ser vi hur damerna rycker i stuvbitarna. En fru Mallander lägger ifrån sig sin ytterrock och Kristina som tror att den är till salu provar den.
Jerker säger till Ludde att han måste sköta sina affärer bättre. Ludde har höga inteckningar på sitt hus och han sköter inte amorteringarna till Norling och ligger efter med butikshyran till Morton. Medan de dricker kaffe kommer ett hotfullt brev från Norling där Ludde hotas med stämning om han inte betalar sex procent på inteckningarna omgående.
I den stora bilhallen finner vi Henrik Norling med en kund som funderar på att köpa en bil. Henrik bjuder sedan Greta på middag och talar om hur han tränar boxning på klubben. 
Morton diskuterar med byggmästare Norling om bristen på tomtmark. Kåkar som Ludde och Jerker bor i borde rivas och hyreshus byggas istället. Norling säger att Luddes tomt snart blir ledig; han skall säga upp inteckningen och vill ha en uppgörelse med Morton. Nere på gatan sparkar barnen boll. Jerker vill vara med och råkar sparka in bollen genom Mortons fönster; det var ”pojken” som flög i honom, säger han. Norling tar det som förevändning för att önska att han vill bli av med packet i kåkarna. Luddes son Kalle blir tillsagd av betjänten att gå och tala med Morton. De håller ett samtal i sympatisk ton där Morton säger att själv velat vara med om han kunnat och Kalle får en slant.
Norling kommer till Ludde med inteckningarna. Han skall slippa betala om han avflyttar inom sex månader. Ludde undertecknar ett samtyckande men skriver inte datum, så Norling fifflar med papperet och daterar det ett halvår tidigare, vilket gör att han kan be Ludde flytta samma månad. Norling utmålas som en religiös hycklare som säger att vad gör man inte för sina medmänniskor och att han ”hjälpt” Ludde av ren hygglighet.
Henrik friar till Greta som tackar nej. Hon blir mer intresserad av barndomskamraten och Jerkers äldste son Arne som på grund av hemlängtan kommer hem efter flera år i utlandet. Man planerar en fest för att fira hans ankomst. Ludde hjälper Jerker att skriva en ansökan till systemet om extratilldelning och diskuterar det svenska kontrollsamhällets besvärligheter. Idrottsföreningen Apollo håller en träff där Jerker prisar den kamratanda idrotten skänker. En kvinna frågar Arne hur han som är så världsvan kan tycka att Söders idyll är någonting men han säger att inget går upp mot detta.
Norling kommer som kund till Jerkers skomakeri. Denne slår hårt på Norlings skor och säger eftertryckligt att den lagningen kommer att bli dyr. På bilfirman blir Henrik uppsagd när han inte är tillräckligt effektiv. Chefen ber Greta försöka sig på försäljning och blir Stockholms första kvinnliga bilförsäljerska.
På klubben skall det bli boxningsmatch för amatörer. Henrik och Arne pucklar på varandra och kan då få utlopp för sin rivalitet om Greta, där Henrik planerat att utnyttja fader Luddes dåliga ekonomi för att få ett övertag om henne. Arne vinner. Greta tror dock för ett slag att hon fått en rival i sin vampiga och ”lättfotade” väninna Viola, när Arne bjuder henne på en biltur. Även Jerkers gesäll tror detta och läxar upp Arne för att varit med henne. När man klackar hennes skor kan man räkna felstegen, säger han, och han råder Arne att istället hålla sig till Greta som är sund och naturlig.
Luddes inteckningar sägs upp officiellt och han måste klara 15 000 kronor för att inte blir vräkt. Grannarna samlar in 5 500 kronor, vilket Norling vägrar att ta emot som delbetalning. Vidare vägrar han ge anstånd. Söderborna klår upp honom under stort oväsen, som Morton hör genom sitt fönster. Betjänten rapporterar för honom vad som hänt och gör det med sådan medkänsla för Ludde att Morton blir omvänd.
Han ser till att ta hand om inteckningen. På kvällen dagen innan den förfaller firar Ludde sin födelsedag och även avskedsfest som han tror. Morton hör ljudet från festen och diskuterar med John om detta. Morton säger att han innerst inne sympatiserar med de där människorna men idyllen hör inte vår tid till och måste tyvärr försvinna samt beklagar att utvecklingen måste han sin gång. Men John säger att man kan ju fördröja den lite grann. Morton säger åt John att ta ner honom på gården. Han meddelar Ludde att han kan vara lugn; han får anstånd. Ludde bjuder honom att slå sig ner vid festbordet och dricka ett glas men Morton säger beklagande att det går nog inte men lite närmare kan vi ju alltid komma.

## Om filmen
Filmen hade premiär den 26 december 1938 på flera platser i landet, bland annat på biograferna Skandia i Stockholm och Metropol i Malmö. Det var första gången som optimisten Ludde (Ludde Gentzel) och pessimisten Abraham (Eric Abrahamsson) medverkade tillsammans på film. Den var barntillåten och beskrevs som ett folklustspel från södra bergens glömda idyller. Filmen har visats i SVT, bland annat 1982, 1985, 2000, i juni 2019 och i juni 2021.

## Roller i urval
- Ludde Gentzel – Ludvig "Ludde" Ask, skräddare
- Greta Almroth – Laura Ask, Luddes hustru
- Eric Abrahamsson – Erik "Jerker" Karlsson, skomakare
- Ruth Weijden – Kristina Karlsson, Jerkers hustru
- Marianne Aminoff – Greta Ask, Luddes och Lauras dotter
- Kotti Chave – Arne Karlsson, Jerkers och Kristinas son
- Bror Bügler – Henrik Norling
- Olle Hilding – Emil Norling, Henriks far, byggmästare
- Olav Riégo – Mr Morton, husägare
- Hilda Castegren – Rosa, Luddes moster
- Richard Lund – Gebel, direktör i bilfirman
- Magnus Kesster – John, Mortons betjänt
- Wiktor "Kulörten" Andersson – Nisse Klöver, brevbärare
- Manne Grünberger – Pelle, skomakarlärling
- Nils Jacobsson – Fast, polis
- John Botvid – Nilsson, skräddare hos Ludde
- Helga Brofeldt – fru Johansson, kvinna vid stuvlådan på realisationen
- Martha Colliander – kvinna på hattavdelningen
- Margareta Kjellberg – kvinna på kappavdelningen